# جورج أ. ستيفن
جورج أ. ستيفن (بالإنجليزية: George A. Stephen)‏ هو مهندس أمريكي، ولد في 26 فبراير 1921، وتوفي في 11 فبراير 1993 بسبب سرطان.

## وصلات خارجية
- جورج أ. ستيفن على موقع إن إن دي بي (الإنجليزية)